# Creach Bheinn (berg i Storbritannien, Argyll and Bute, lat 56,53, long -5,21)
Creach Bheinn är ett berg i Storbritannien.   Det ligger i kommunen Argyll and Bute och riksdelen Skottland, i den nordvästra delen av landet, 600 km nordväst om huvudstaden London. Toppen på Creach Bheinn är 810 meter över havet, eller 338 meter över den omgivande terrängen. Bredden vid basen är 6,3 km.
Terrängen runt Creach Bheinn är huvudsakligen kuperad.Runt Creach Bheinn är det mycket glesbefolkat, med 5 invånare per kvadratkilometer. Närmaste större samhälle är Ballachulish, 16,7 km norr om Creach Bheinn. I omgivningarna runt Creach Bheinn växer i huvudsak blandskog.